# 粗柄肋毛蕨
粗柄肋毛蕨（学名：Ctenitis crassirachis）为叉蕨科肋毛蕨属下的一个种。

## 扩展阅读
- 維基物種上的相關：粗柄肋毛蕨